# Laguna Paiva
Laguna Paiva es una ciudad argentina ubicada en el departamento La Capital de la provincia de Santa Fe, a 40 km al norte de la capital provincial. En esta pequeña ciudad tuvo su asiento uno de los más grandes instalaciones del Ferrocarril General Belgrano, privatizado en los años 1990 por el presidente Carlos Menem.
La ciudad de Laguna Paiva es cabecera del municipio del mismo nombre, que abarca una extensión de 134 km² y sus límites son los siguientes distritos: al norte, Llambi Campbell; al sur, Arroyo Aguiar; al este, Campo Andino y al oeste Nelson.

## Historia

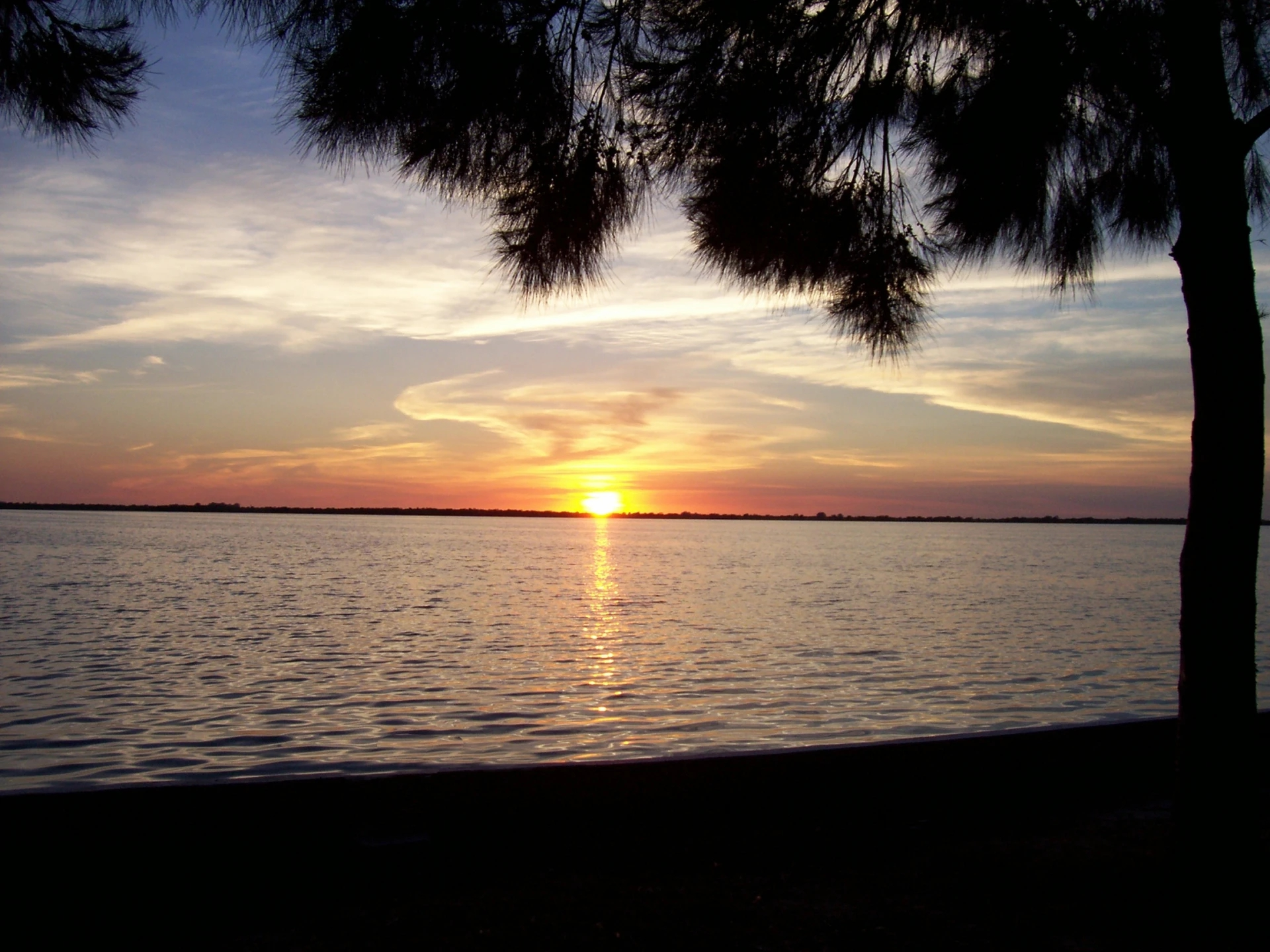
Amanecer en la Laguna Paiva (ca. 2005) Foto: Leandro Hilari

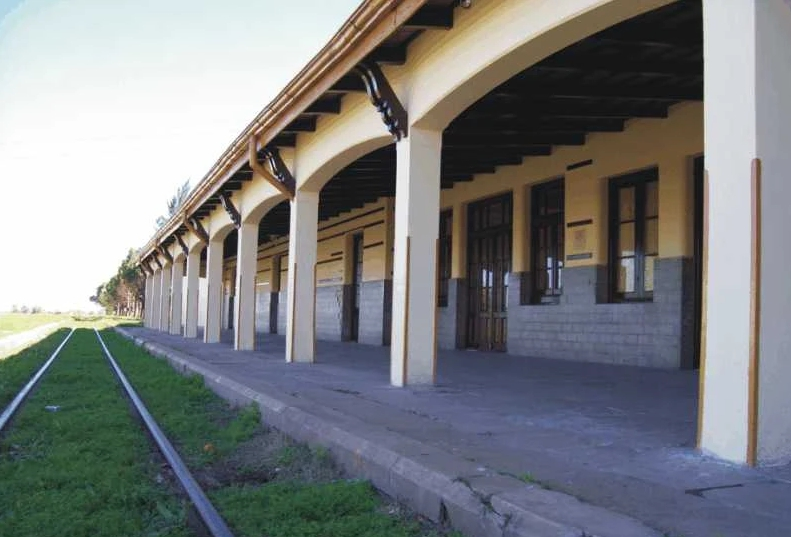
Vista de la estación de trenes Laguna Paiva (c.a. 2014) - Foto: Leandro Hilari

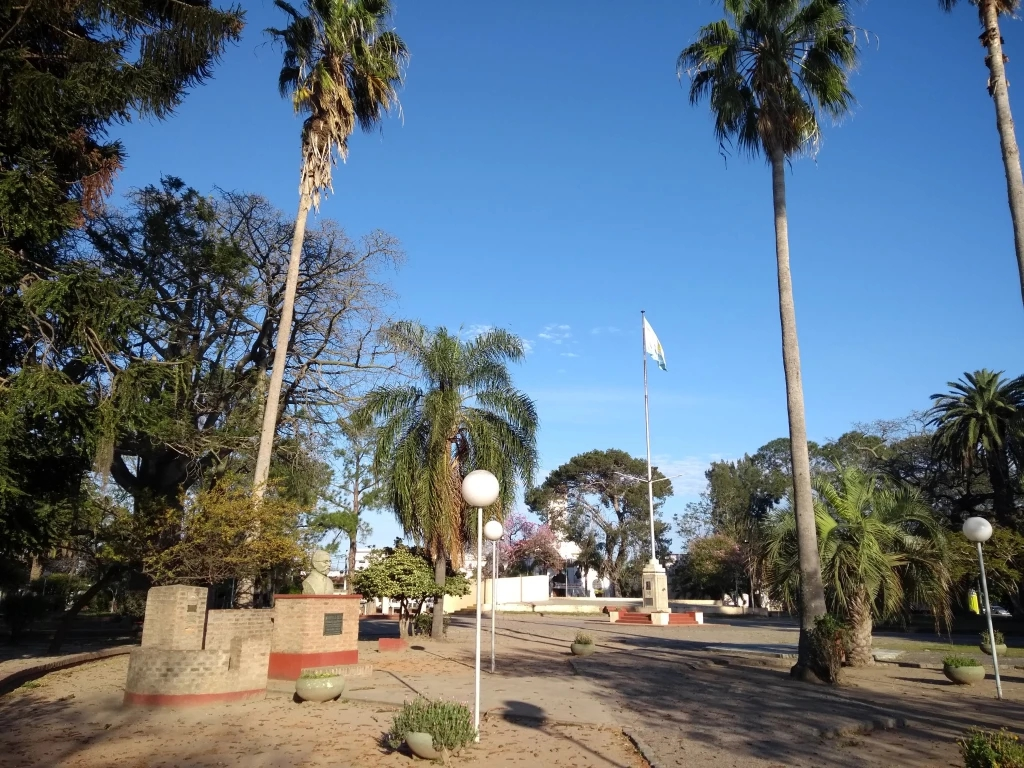
Plaza central Reynaldo Cullen en la ciudad de Laguna Paiva (ca. 2022) Foto: Leandro Hilari

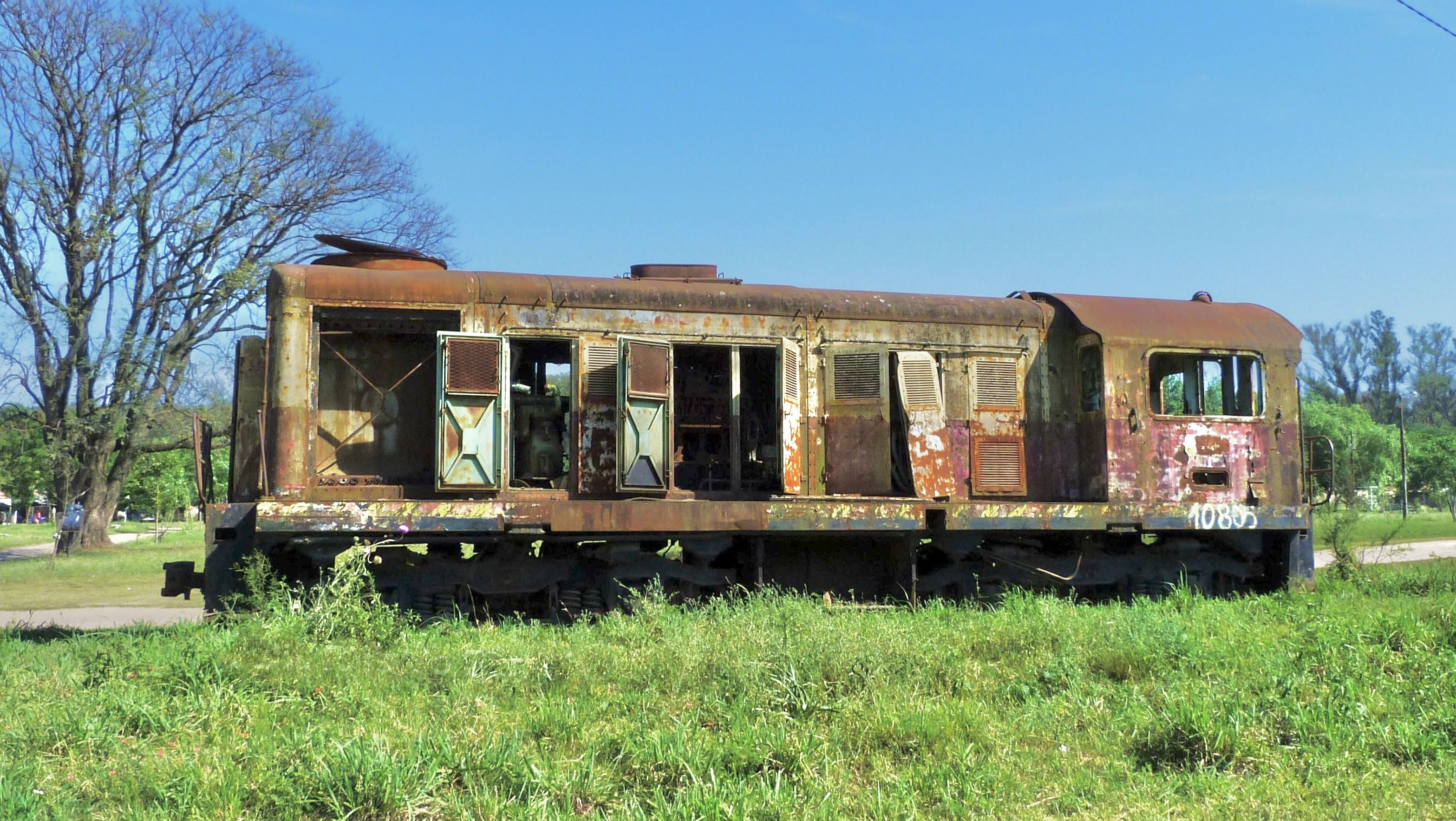
Locomotora diésel abandonada en Laguna Paiva

La actividad ferroviaria fue un factor de peso en el desarrollo de la economía local. 
- 1906: tendido del ramal San Cristóbal - Santa Fe y que se prolonga a 2006, se distinguen varias etapas que, además de presentar características comunes como su rol de principal fuente de trabajo y su dependencia de las políticas nacionales dispuestas para el sector por los gobiernos de turnos, tienen otras que le dan una cierta identidad sobre las restantes por los hechos ocurridos a lo largo de cada una de ellas.
- Comienzan las tareas de terraplenamiento y posterior enrieladura del citado tramo ferroviario.
- 1908: habilitación, en campos de Reynaldo Cullen, de la Estación Laguna Paiva [1]que promovió en sus inmediaciones el surgimiento de locales comerciales dedicados a la provisión de artículos de consumo para los obreros de las cuadrillas. La concreción de la estación fue el inicio además de un incremento poblacional que marcaría a la década siguiente y ayudado por la instalación de los Talleres Ferroviarios de Laguna Paiva.
- 1910: crecimiento poblacional, y creación de la primera escuela. Hoy es la escuela Nº 31 Mariano Moreno. [2]
- 1911: Instalación del depósito de locomotoras del Ferrocarril Central Norte.[3]
- 1911: Comisión de Fomento.
- 1912: Juzgado de Paz y el Registro Civil.
- 1912: Comienzan los trabajos de la construcción del puente sobre el Arroyo Aguiar [4]que une la localidad de Laguna Paiva con la localidad de Campo Andino. Los trabajos iniciados por el Ingeniero Boasi[5] fueron completados en 1914 por Juan Bautista Villani,[6] constructor de origen italiano llevó a cabo además el camino a Campo Andino.
- 1913: El 5 de junio de 1913 se logra la aprobación, por el gobierno provincial de Manuel Menchaca, de la traza del pueblo fundado por Reynaldo Cullen[7]).
- 1915: El 16 de Junio comienza la puesta en marcha de una nueva repartición ferroviaria que, bajo la jefatura de Antonio Zapata y con el nombre de Material y Tracción, comenzó a operar como los primeros talleres ferroviarios[8] del pueblo junto al recientemente construido depósito de locomotoras. Este hecho generará también un polo de atracción de mano de obra que trajo consigo, a su vez, el crecimiento poblacional y el desarrollo de la economía local.
- 1918: Centro de Defensa Comercial.
- 1923: El 8 de octubre de 1923 se fundó la Sociedad Italiana de Socorros Mutuos y Beneficencia, que formará parte de las primeras instituciones que hicieron a la vida sociocultural del incipiente poblado.[9]
- 1925: El 25 de Mayo se funda la Biblioteca Popular Juan Bautista Alberdi.[10]
- 1929: Se construye la parroquia Sagrado Corazón de Jesús.[11]
- 1932: Sociedad Hispano Argentino de Socorros Mutuos.
- 1947: nacionalización de los FF.CC. por la presidencia de Juan Perón en su primera presidencia. Durante este periodo de 56 años, el pueblo Reynaldo Cullen creció, demográfica e institucionalmente, en forma notable.
- 1949: Mayo, inauguración del Barrio Castro, también conocido como barrio obrero,[12] ubicado al norte del casco urbano.
- 1954: el 26 de Junio se inauguró el hospital Policlínico Ferroviario de Laguna Paiva.[13]
- 1961: censo con 12 536 hab.
- 1961: el 11 de Noviembre se produce la histórica huelga ferroviaria contra el llamado Plan Larkin. Obreros y familiares impidieron el paso de un tren que, compuesto por una locomotora diésel, 6 vagones y 2 furgones, había partido de Santa Fe con rumbo a San Cristóbal, poco antes del medio día y con una dotación de 18 policías y un total de 10 pasajeros, entre los cuales se encontraba un menor. Los ferroviarios se congregaron en las inmediaciones de la estación, en el paso a nivel y en otros lugares por donde debía pasar el tren que arribó a las 13:25 hs, a la estación siguiendo rumbo norte unos 500 metros cuando fue interceptado por unas 4000 personas, las que enfrentadas con la policía arrojando todo tipo de objetos y botellas con inflamables provocaron el incendio del tren. La policía apeló a las armas efectuando unos 500 disparos, resultando heridos de bala los obreros Abel Gómez y Orlando Oliva, domiciliados en Laguna Paiva. Esos hechos tomaron estado público a nivel nacional, a través de la televisión estatal y medios gráficos como El Mundo, La Nación y La Prensa.Los días fueron pasando y los meses de octubre y noviembre quedaron atrás, en el marco de una lucha que llegaría a su fin en la noche del 10 de diciembre cuando, como resultado de la intervención del cardenal Antonio Caggiano, el gobierno llegó a un acuerdo con los gremios que representaban a los trabajadores del riel. La alegría y la esperanza por un futuro mejor se fue adueñando de los locales sindicales, de las calles y de los hogares de cientos de ferroviarios que pronto verían, con un inocultable orgullo, la llegada y el paso de vagones del Belgrano que, procedentes de distintos puntos del país, traían pintada la inscripción que calaría muy hondo en los lugareños: “VIVA PAIVA LA HEROICA!” [14]
- 1962: pavimento del tramo de la ruta N.º 306 que la unió con la nacional 11. [cita requerida]
- 1967: El 21 de Setiembre se logra la declaración de ciudad.  Después de 54 años y de tres fracasados intentos (1962. 1964 y 1966), el pueblo Reynaldo Cullen pasaba a ser ciudad, con el nombre que identificaba a la Comisión de Fomento y a la estación de trenes del Ferrocarril Belgrano: Laguna Paiva.
- 1969: creación de un Liceo Municipal.
- 1971 y 1973: pavimentación de un sector de su planta urbana
- 1973: Se crea es Escudo Municipal de Laguna Paiva.[15]
- 1979: creación de la Cooperativa de Provisión de Agua Potable y otros Servicios Públicos Laguna Paiva Ltda.
- 1981: construcción de 174 viviendas con aportes del FO.NA.VI.
- 1982: el 30 de Agosto se inaugura la Plazoleta Nacional del Ferroviario. Tiene la particularidad de tener emplazados en el predio diversos elementos alusivos a la actividad, de manera especial una locomotora a vapor, la Nº 2115.[16][17]
- 1982: automatización del servicio telefónico.
- 1985: Se inaugura el Monumento Nacional al Trabajador Ferroviario el 1 de septiembre de 1985 y estaba ubicado en la plaza central Reynaldo Cullen. Años más tarde se traslada a su actual emplazamiento ubicado en la Plazoleta Nacional del Ferroviario.[18]
- 1991: censo con 11 926 habitantes
- 26 de marzo de 1993: Cooperativa de Trabajo Industrial Laguna Paiva Ltda. cuyo capital se formó con el importe que sus 150 socios recibió en concepto de Fondo de Desempleo. Seis meses más tarde los responsables de esta salida laboral, además de firmar con Ferrocarriles Argentinos un contrato para reparar 1000 vagones en un año, obtenían un permiso de uso de las instalaciones pertinentes por un período mayor que el apuntado.
- 1º de diciembre de 1993: cumplidas las fases administrativas, la cooperativa inicia sus actividades. Este acto significó el agotamiento de un periodo de 87 años en el que la población dependió de una empresa estatal, pero también el comienzo de otro en donde un emprendimiento, inédito hasta entonces, comenzaba a ser protagonista de sus propias transformaciones. La desocupación que coronó todo esto este proceso se vio acompañada por un emigrar definitivamente de estas tierras, en busca de nuevos horizontes, o bien, dejar sus hogares por la mañana para retornar por la noche con el sustento que pudieran obtener por el trabajo o changa realizado en localidades vecinas. Pero el problema de los desocupados, lejos de solucionarse, se agrava localmente.
- 1998: cierre de una empresa en Nelson -Industrias Frigoríficas Nelson S.A.- con 119 personas de Laguna Paiva despedidas. La consecuencia de tal medida significó desocupación, aumento de la población subocupada en trabajos informales y/o absorbida por la municipalidad de la ciudad en trabajos temporales y mal remunerados, con fines políticos electorales, situación que se prolonga hasta hoy.
- 2006: EL 24 de Septiembre se realizó en la Plaza Central de la ciudad de Laguna Paiva, un acto en el cual quedó inaugurado el Busto al Fundador Don Reynaldo Cullen en relación a un proyecto elaborado por la Secretaría de Cultura de la Municipalidad de Laguna Paiva, que se denominó "En memoria de nuestro Fundador Don Reynaldo Cullen".
- 2007: Se inaugura el Monumento al ARA General Belgrano.[19]
- 2016: Se crea la Bandera de Laguna Paiva.[20]

### Campo Militar San Pedro
El Campo Militar San Pedro, es un establecimiento rural propiedad del Ejército Argentino situado a 12 kilómetros de la localidad de Laguna Paiva,  señalizado el 15 de septiembre de 2012 como "sitio de memoria" por la Secretaría de Derechos Humanos de la Nación, donde se encontró una fosa común con los restos de 8 jóvenes militantes guerrilleros sumariamente ajusticiados por la última dictadura militar de Argentina

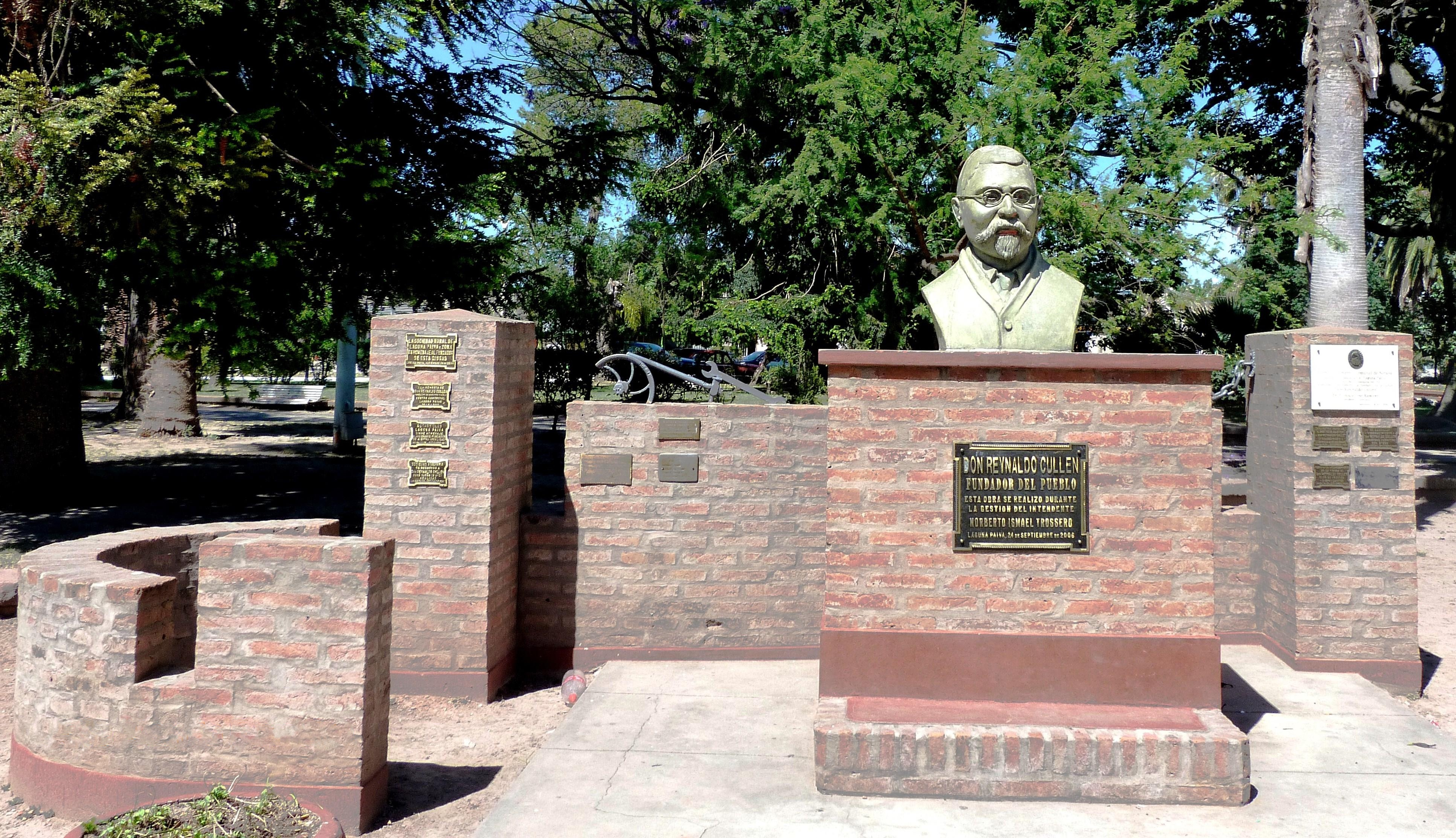
Monumento al fundador de la ciudad, Don Reynaldo Cullen.

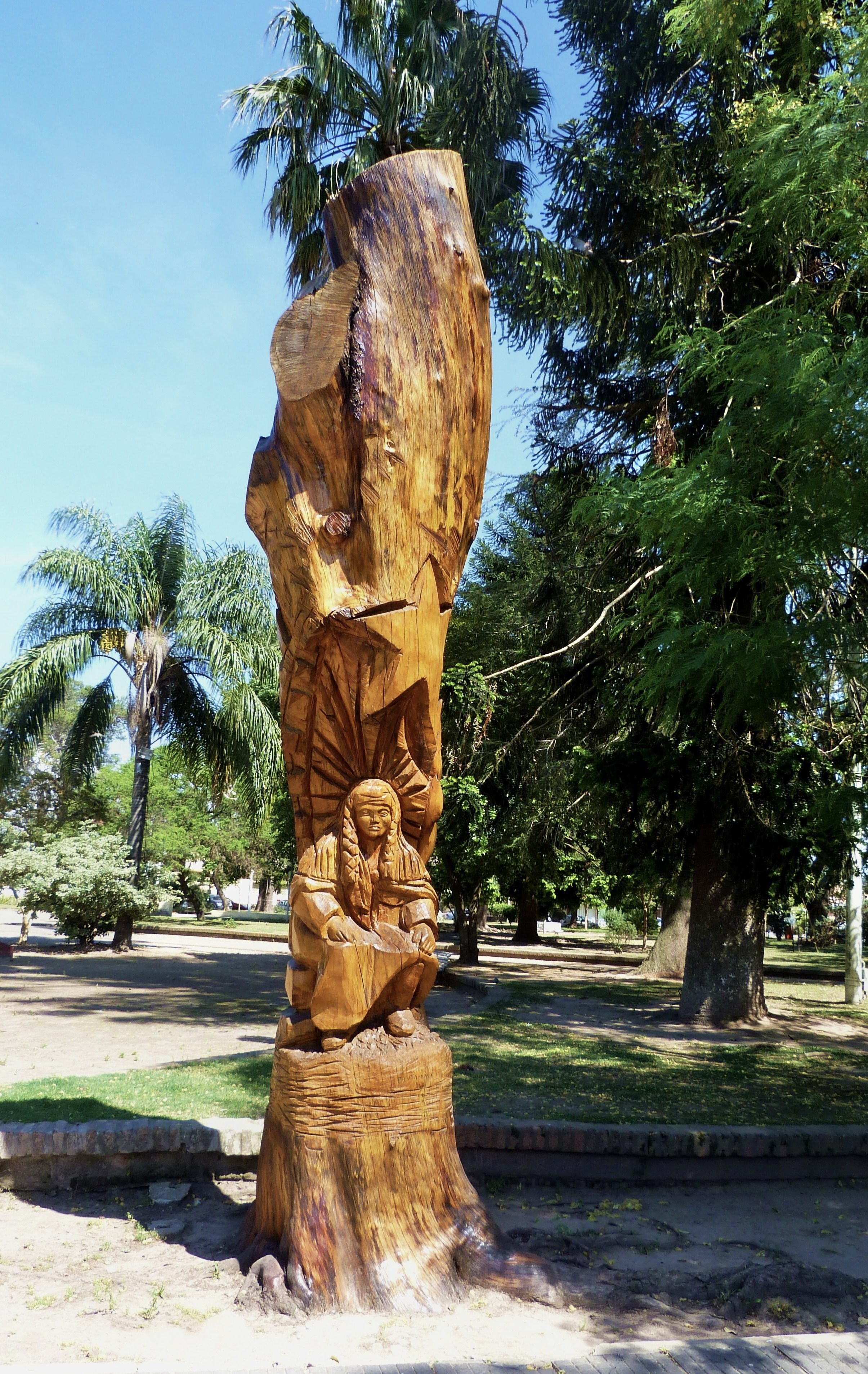
Escultura realizada a partir de un árbol caído por una tormenta en la Plaza Reynaldo Cullen

## Infraestructura
Economía: la actividad económica más importante se encuentra en la empresa de Provisión Siderúrgica y Electromecánica S.A. perteneciente al grupo EMEPA.
Por ser una ciudad que se ubica muy cerca de la capital provincial, mucha gente encuentra su trabajo allí.
Educación: en la localidad existen cinco escuelas primarias públicas y una semiprivada, tres instituciones de nivel medio públicas y una semiprivada, una escuela especial, un instituto de formación docente, un centro de educación física.
Turismo: la ciudad cuenta con un balneario que se encuentra a siete kilómetros del centro urbano. El balneario de Laguna Paiva cuenta con pabellón sanitario, duchas, piletas y asadores. El balneario es el lugar por excelencia de encuentro de muchos jóvenes para el día del estudiante.
Hotelería: Hotel y restó Ympronta, lugares para fiestas y bares.

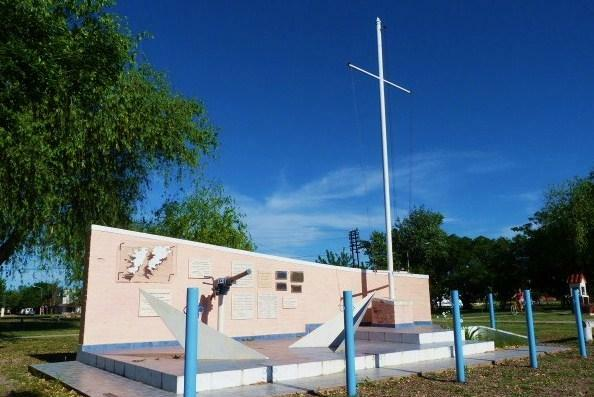
Monumento al A.R.A. General Manuel Belgrano

## Medios de comunicación social
Canales de televisión por aire 
Canales de televisión por cable
Emisoras de radio
- Estación Power Max 105.1 LRV 743 (puese verse por Cablevideo Bionic)

- FM Amistad 102.5

- FM Aura 95.1

- FM Cóndor 104.1

- FM de la escuela Reynaldo Cullen 98.3

- FM Líder 88.9

- FM Súper Power 106.1

Medios digitales
- Laguna Paiva Web

- Todos Para Uno Diario

Operadoras de televisión por cable
- Cablevideo Digital
- Flow

## Entidades deportivas
- Club Atlético Estrellas de Talleres
- Club Atlético Juventud
- Club El Buzón
- Club Los Hornos
- Club Social y Deportivo Alumni

## Entidades educativas
- Escuela N.º 1025  Manuel Belgrano
- Escuela N.º 31 Mariano Moreno
- Escuela N.º 532 Juan Bautista Alberdi
- Escuela N.º 688 Domingo Faustino Sarmiento
- Escuela N.º 1070 Estados Unidos del Brasil
- Escuela N.º 51 Mariano Moreno
- Escuela N.º 691 Laureana de Olazábal
- Escuela de enseñanza media N.º 423 Reynaldo Cullen
- Escuela de enseñanza técnica profesional N.º 458 Hernandarias de Saavedra
- Instituto particular incorporado N.º 1135 presbítero Alcides Carlos Frencia
- Escuela enseñanza superior orientada particular incorporada N.º 3182 presbítero Alcides Carlos Frencia
- Instituto superior particular incorporado N.º 9100 presbítero Alcides Carlos Frencia
- Centro de educación física N.º 30
- Escuela de formación laboral N.º 2101
- Escuela especial N.º 2063 Sendero de Amor
- Jardín N.º 1471 Niño Jesús
- Jardín N.º 269 Carlos Bruno Aerberhad

## Parroquias
- Parroquia Sagrado Corazón de Jesús

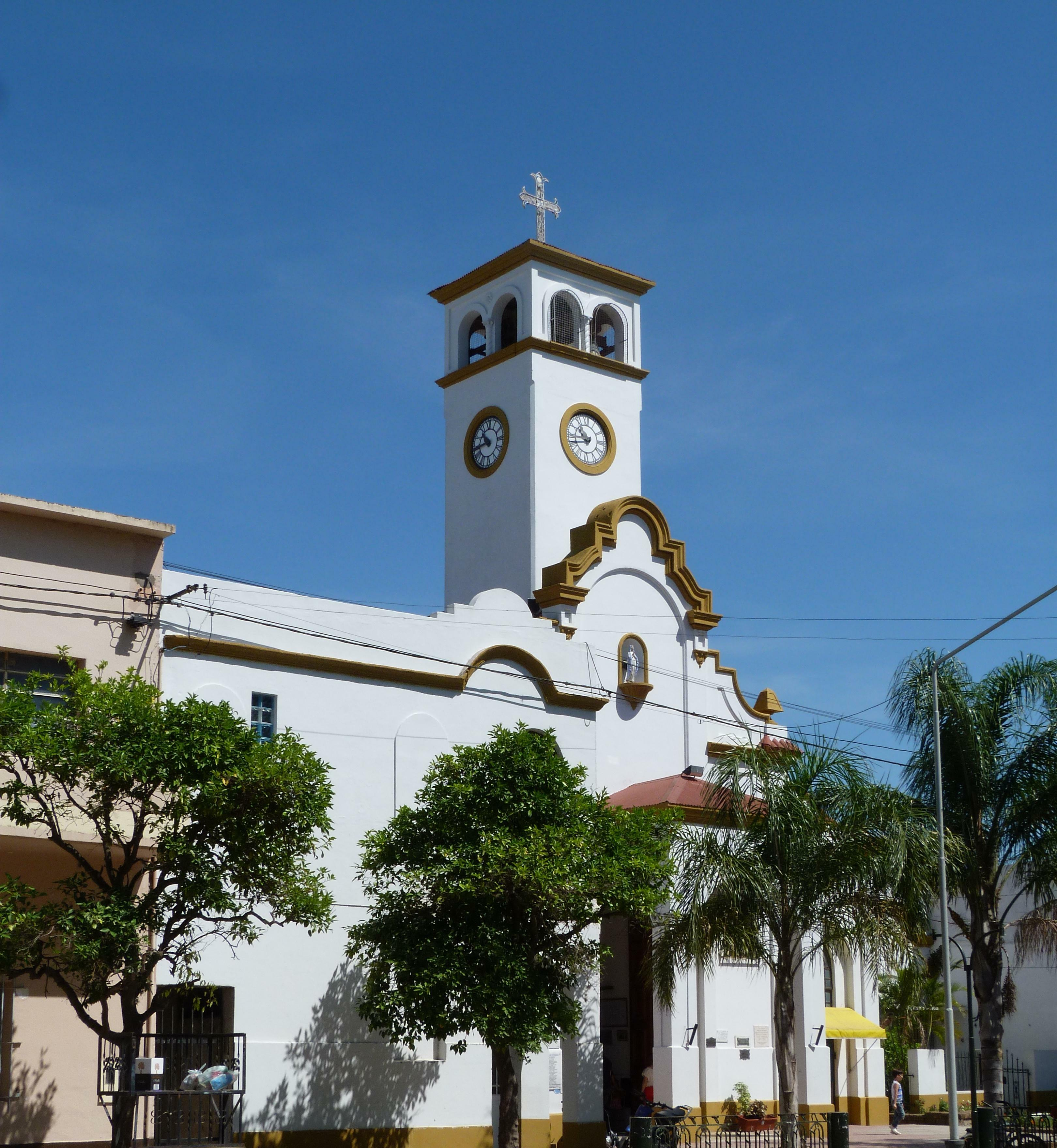
Parroquia Sagrado Corazón de Jesús

- Capilla Santa María del Carmen
- Capilla Cristo Obrero
- Capilla María Auxiliadora

## Bibliotecas
- Biblioteca popular Juan Bautista Alberdi
- Biblioteca popular Villa Talleres

## Salud
- SAMCo Local (hospital Base referencial de 2° Nivel)
- CAPS Griselda Meratti de Barrio Oeste.
- CAPS Villa Talleres
- CAPS Pro.G Yossen, de Barrio Los Hornos.
- CAPS Barrio Peyrano (municipal)
- CAPS Villa Canario (municipal)

## Santos patronos
- Sagrado Corazón de Jesús

## Fiestas nacionales
- Fiesta Nacional del Ferroviario[24]

## Personajes Destacados
- Leonor Marzano[25]
- Gustavo Siviero
- Ricardo Altamirano
- Lionel Altamirano